# 詹以晉
詹以晉（？—？），號自用，江西廣信府永豐縣民籍。

## 生平
萬曆三十七年（1609年）己酉科江西鄉試舉人，四十四年（1616年）丙辰科三甲進士，吏部觀政，四十七年授官大理寺评事，天启元年十月，差河南恤刑。五年考选，授兵部主事。六年十二月，詹以晋疏請其鄉靈鷲古刹久廢，其所存寺田变價助工。得旨：灵鹫古刹虽废可修，所存田亩如何说变价助工，分明垂涎贱价，规夺寺业，而以助工藉口，且既慢神，必定害人。詹以晋著削籍为民，追夺诰命，仍著自行修理寺宇，其田因造桥佑变佃为民业的，责令赎还本寺，以为锱铢言利之戒。寺新田还日，该地方官申报抚按具奏。

## 家族
祖父詹文炤，乡宾。父詹君贤，增生。